# Golfo di Tunisi
Il golfo di Tunisi (in arabo: خليج تونس) è un largo golfo nel nord-est della Tunisia. 
Tunisi, la capitale della Tunisia si trova lungo la costa meridionale del golfo.